# Bonnetia tepuiensis
Bonnetia tepuiensis är en tvåhjärtbladig växtart som beskrevs av Clarence Emmeren Kobuski och Steyerm.. Bonnetia tepuiensis ingår i släktet Bonnetia och familjen Bonnetiaceae. Inga underarter finns listade i Catalogue of Life.